# Vaccinium tenuiflorum
Vaccinium tenuiflorum är en ljungväxtart som beskrevs av Rhui Cheng Fang. Vaccinium tenuiflorum ingår i Blåbärssläktet, och familjen ljungväxter. Inga underarter finns listade i Catalogue of Life.